# Trapasso della Vergine
Il Trapasso della Vergine è un affresco (circa 350x320 cm) di Cimabue e aiuti, databile attorno al 1277-1283 circa e conservato nell'abside della basilica superiore di San Francesco di Assisi. 

## Storia
La datazione degli affreschi di Cimabue è piuttosto discorde, sebbene negli studi più recenti si sia assestata a un periodo tra il 1277, anno dell'elezione al soglio pontificio di Niccolò III e il 1283 circa. Le storie mariane, nell'abside, sono in genere ritenute tra le prime decorazioni della basilica superiore.
Gli affreschi di Cimabue sono in generale in condizioni mediocri o pessime. Le storie del coro sono inoltre coperte per circa un terzo dagli scranni lignei quattrocenteschi. 
La scena del Trapasso fu considerata tra i capolavori del ciclo cimabuesco, molto più convincente della vicina Dormitio Virginis (Salvini, 1946). 

## Descrizione e stile
Ispirato alla Leggenda aurea di Jacopo da Varagine, l'affresco mostra i momenti poco prima della morte di Maria, con la santa donna ancora cosciente, ma sdraiata su un catafalco, circondata dagli apostoli. A destra san Giovanni sta in piedi in posizione sollevata e distende un braccio col gesto di chi vuole attirare l'attenzione: sta infatti per annunciare la morte della Madonna. Una posizione del tutto simile è utilizzata nel san Pietro della Guarigione degli infermi nel transetto destro. 
La scena è incorniciata in alto da un arco trilobato poggiante su due finte colonne corinzie. Con grande cura l'artista dipinse i bordi inferiori dell'arco, come scorciati dal basso, e il motivo decorativo tra gli archetti che si ispira ai mosaici cosmateschi. In alto corre una fila di mensole, che appaiono come blocchi inseriti illusionisticamente sul fondo della parete tra piccoli cassettoni: si tratta di un virtuoso esperimento di prospettiva spaziale, che sarà tenuto in mente quando Giotto (o chi altro) disegnò la Visione dei troni nella navata. Dall'arco pendono tre lampade a distanza uguale, citate dal testo di Jacopo da Varagine. 
Se la parte superiore rispetta una rigorosa simmetria, quella inferiore è più movimentata, con uno schema romboidale che solca lo spazio in maniera obliqua, con una disposizione più libera delle figure. La rimozione temporanea del coro ha permesso di scoprire la parte inferiore relativamente ben conservata, con il seggio degli apostoli disposto attorno al letto in maniera prima parallela al piano dello spettatore, e poi obliqua. 
Qua e là la pittura rivela la ricchezza del tessuto originario, come nel motivo a losanghe del lenzuolo, nel cuscino color turchese, nelle aureole a rilievo, negli elaborati panneggi, dove prevale un gusto lineare che evita schematismi.
Si nota soprattutto nei volti l'ossidazione del bianco di biacca, che mostra oggi come scure le parti un tempo chiare, con un effetto che assomiglia a quello del negativo fotografico.